# Ost & Meyer
Ost & Meyer — український електронний музичний дует, який складається з ді-джеїв Ost (Микита Богданов) та Meyer (Вадим Поротков). Гурт співпрацює з такими лейблами як Anjunabeats, Enhanced Music і Black Hole Recordings та є частим гостем таких радіо-шоу як A State of Trance, Trance Around The World тощо.

## Біографія
Микита та Вадим познайомилися 2009 року. Тоді Микита був досвідченим клавішником з мучиною освітою та грав фанк у гурті, а Вадим був ді-джеєм. Обоє були в захваті від ATB, Above & Beyond, Daft Punk, Daniel Kandi, Kyau & Albert, Maor Levi, Super8 & Tab та почали писати музику в стилі транс та прогресив під іменем Ost & Meyer. Дуже скоро дует випустив кількі реміксів на лейблах Infrasonic, Redux, Mondo та HBR. 
2011 року гурт підписав контракт з Enhanced Recordings та Anjunabeats, що стало важливою віхою в кар'єрі хлопців. Нові сингли та ремікси отримали відмінні відгуки від Above & Beyond, Арміна ван Бюрена, Гарета Емері, Kyau & Albert, Маркуса Шульца та багатьох інших. Ost & Meyer стали гостями на таких радіо-шоу як Anjunabeats Worldwide, Trance Around The World, A State of Trance та інших. Того ж року хлопці відкрили свою власну студію та школу ді-джеїв. 2014 року була відкрита друга студія для запису музики.
Згодом хлопці стали музичними продюсерами співачки Sonya Kay, для якої займаються аранжуванням та виробництвом пісень у стилі тропікал-хауз.

## Дискографія

### Сингли
- 2011 Dan Stone Vs. Ost& Meyer – Supercell (Enhanced Recordings)
- 2012 Britanica / Scarlet Heaven (Anjunabeats)
- 2012 Safari (Enhanced Recordings)
- 2012 Antalya / Tenerife (Anjunabeats)
- 2012 Argentum (Enhanced Recordings)
- 2012 TritonalvsOst& Meyer – Broken Antalya (Not in Label Tritonal self-released)
- 2013 Gandhi (Enhanced Recordings)
- 2013 Ost & Meyer feat. Roman Polonsky – Hold My Hand (Enhanced Recordings)
- 2013 Ost & Meyer vs. 7 Skies – Dharma (Enhanced Recordings)
- 2013 Take Off (Enhanced Recordings)
- 2013 Here We Go (Anjunabeats)
- 2013 Gandhi (Enhanced Recordings)
- 2013 Hold My Hand feat. Roman Polonsky (Enhanced Recordings)
- 2014 10 Days (Amsterdam Trance)
- 2014 Double Black vs Local Heroes (Always Alive Recordings)
- 2014 Sky Hunter (Always Alive Recordings)
- 2014 Like We Love vs Matt Cerf feat Fenja (Always Alive Recordings)
- 2014 Ost & Meyer with Ronski Speed and Cate Kanell – Fortress (Essentializm)
- 2014 Million Miles Away (Always Alive Recordings)
- 2016 Aventador (Zerothree Music)
- 2017 Make It High
- 2018 Painter

### Ремікси
2011
- Lifted Emotion feat. Anastasiia Purple – In My Dreams [Redux Recordings]
- Inglide – Catch The Rainbow (Redux Recordings)
- Azotti– Morphology (Redux Recordings)
- Anteca – Sydney (Mondo)
- Juventa – Only Us (Harmonic Breeze)
- Matt Bukovski – Lucid Dreams (Harmonic Breeze)
- Dan Stone – Baltic (Enhanced Recordings)
- Solis & Sean Truby – All We Have (Infrasonic)
- Dan Stone vs Ost & Meyer – Supercell (Norin & Rad Remix) [Enhanced Recordings]

2012
- Sergey Prosvirin – Starfall (Infinity)
- Vast Vision feat Fisher (Enhanced Recordings)
- Suncatsher – Welcome Home (Enhanced Recordings)
- John B – Heroes (Beta)
- Cerf, Mitiska & Jaren feat Chris Jones – Starting Right Now (Armada)
- Let The Music Play – Don't Weight Me Down (Armada)
- Cosmic Gate feat. Emma Hewitt – Calm Down (Black Hole Recordings)

2013
- Moonbeam feat. ARCHENGL – Sun Went Down (Black Hole Recordings)

2014
- Eranga feat. Mark Frish – Whole of My Heart (How Trance Works)